# Johan Frantz Soret
Jean François (Johan Frantz) Soret, född 1764, död 19 mars 1804 i Stockholm, var en portugisisk miniatyrmålare. 
Soret var anställd som translator vid den portugisiska legationen i Stockholm och var gift med Brita Maria Smedberger. Vid sidan av sin tjänst var han verksam som miniatyrmålare och utförde porträtt på bland annat Gustav IV Adolf och Karl XIII som ingår i Uppsala universitets konstsamling.